# Оран (аеропорт)
Аеропорт Оран — Ес-Сенія або Аеропорт Ахмед Бен Белла (араб. مطار أحمد بن بلة), (IATA: ORN, ICAO: DAOO)) — аеропорт, розташований за 8,7 км на південь від Орана (поблизу Ес-Сенії).

## Опис
Аеропорт побудований на місці колишньої авіабази 141 Оран-ла-Сенья ВПС Франції.
Аеропорт має дві злітно-посадкові смуги, одна довжиною 3600  м з асфальтобетону, а друга — 3000 м з асфальту.

### Термінали
Термінал 1
Термінал 1 на початок 2020-х є головним терміналом аеропорту Оран, він приймає міжнародні рейси і має пропускну здатність 900 000 пасажирів на рік 
..
Після відкриття терміналу 2 що заплановано на 2022 рік, має бути закрито на реконструкцію, після реконструкції прийматиме лише внутрішні рейси. 
.
Термінал 2
Термінал 2 аеропорту Оран , який на початок 2020-х будується, буде приймати міжнародні рейси. 
Він матиме площу 41 000  м² і пропускну здатність 3,5 мільйона пасажирів на рік спочатку і, в кінцевому підсумку, 6 мільйонів пасажирів на рік 
. 
Він також матиме шість телетрапів .
Новий термінал матиме триповерхову автостоянку місткістю 1200 автомобілів і відкриту автостоянка такої ж місткості 
.
Термінал 3
Термінал 3, також званий шатром , зарезервований для внутрішніх і чартерних рейсів (хадж і умра), було побудовано в 2010 році і має пропускну здатність 250 000 осіб на рік 
 · .

## Авіалінії та напрямки, квітень 2022
| Авіакомпанія        | Пункт призначення |
| ------------------- | --- |
| Air Algérie         | Адрар, Алжир, Аліканте, Аннаба, Барселона, Бешар, Бордо, Касабланка, Константіна, Ель-Баяд, Гардая, Гассі-Месауд, Ін-Аменас, Стамбул, Лілль, Ліон, Марсель, Мехерія, Монпельє, Уаргла, Париж–Шарль де Голль, Париж–Орлі, Тімімун, Тіндуф, Тулуза Сезонно: Брюссель, Франкфурт, Мец |
| Air France          | Париж–Шарль де Голль, Тулуза |
| ASL Airlines France | Сезонно: Бордо, Перпіньян, Тулон |
| Iberia Regional     | Мадрид |
| Tassili Airlines    | Адрар, Алжир, Бешар, Гассі-Месауд, Сетіф Сезонно: Страсбург |
| Transavia           | Ліон, Монпельє, Нант, Париж–Орлі |
| TUI fly Belgium     | Брюссель-Шарлеруа |
| Tunisair            | Туніс |
| Turkish Airlines    | Стамбул |
| Volotea             | Марсель |
| Vueling             | Аліканте, Барселона Сезонно: Валенсія |

## Пасажирообіг
Див. джерело запитів Вікіданих та джерела.